# Марія Галіана
Марія Галіана (нар. 31 травня 1935, Севілья, Іспанська республіка) — іспанська акторка.

## Вибіркова фільмографія
- За садом (1996)
- Нещастя (1988)